# حملة معسكر
كانت حملة معسكر هجمة شنها مولاي زيدان، نجل السلطان المغربي مولاي إسماعيل، في الفترة من 1699 إلى 1701، للاستيلاء على بايلك الغرب الواقع في غرب إيالة الجزائر. وقد أدت هذه الحملة، التي انتهت في عام 1701 بهزيمة المغاربة في معركة الشلف، إلى إعادة فتح العداء بين الإمبراطورية الشريفة وإيالة الجزائر.

## الحملة
في الفترة ما بين عامي 1699 و1700، أصدر السلطان مولاي إسماعيل بن شريف تعليماته لابنه مولاي زيدان، الذي عهد إليه بقيادة ولاية تازة، بشن هجوم ضد الجزائريين، بالتنسيق مع هجوم باي تونس مراد الثالث على بايلك قسنطينة ، مما أدى إلى اندلاع حرب على جبهتين ضد دايلك الجزائر.
تمكن الجيش المغربي، الذي كان يتألف في معظمه من الحرس الأسود، بقيادة مولاي زيدان، من مطاردة الأتراك من تلمسان. حاصر الجيش المغربي المدينة التي دافع عنها الكراغلة المسلحون، بل ووصل إلى معسكر، عاصمة  بايلك الغرب ، التي كان الباي عثمان غائبًا عنها بسبب حملة استكشافية. دمر المغاربة المنطقة بأكملها، ونهبوا المدينة، بل ونهبوا قصر الباي. ومع ذلك، ربما لإنقاذ غنائمه، عاد مولاي زيدان إلى المغرب بعد موافقته على مفاوضات السلام مع الأتراك، الأمر الذي أغضب مولاي إسماعيل لأنه سمح لداي الجزائر بالتركيز على جبهته الشرقية ضد جيش باي تونس، الذي تم هزيمته بين سطيف وقسنطينة.

## العواقب
بعد طرد ابنه، استأنف مولاي إسماعيل الحملة وقاد بنفسه هجومًا آخر ضد الجزائريين في عام 1701.  بعد عبوره للحدود الجزائرية، هُزم في معركة الشلف.